# إيموجي بيديا
إيموجي بيديا (بالإنجليزية: Emojipedia)‏ هو موقع على الإنترنت مختص بمراجع الإيموجي،
قام بإنشائه متخصص الإيموجي جيرمي بورج في 2013.